# Густафссон, Андерс
А́ндерс Карл Гу́стаф Гу́стафссон (швед. Anders Karl Gustaf Gustafsson; 7 апреля 1979, Йёнчёпинг) — шведский гребец-байдарочник, выступал за сборную Швеции в 2000—2012 годах. Участник четырёх летних Олимпийских игр, чемпион мира, двукратный чемпион Европы, победитель многих регат национального и международного значения.

## Биография
Андерс Густафссон родился 7 апреля 1979 года в городе Йёнчёпинге. Активно заниматься греблей начал с раннего детства, проходил подготовку в местных спортивных клубах «Хускварна» и «Йёнчёпинг».
Первого серьёзного успеха на взрослом международном уровне добился в 2000 году, когда попал в основной состав шведской национальной сборной и благодаря череде удачных выступлений удостоился права защищать честь страны на Олимпийских играх в Сиднее. Стартовал в зачёте четырёхместных байдарок на дистанции 1000 метров, дошёл до финала и показал в решающем заезде восьмой результат. Четыре года спустя отобрался на Олимпийские игры в Афинах — в одиночках на пятистах метрах сумел дойти только до стадии полуфиналов, где финишировал пятым.
В 2007 году Густаффсон побывал на чемпионате Европы в испанской Понтеведре, откуда привёз награду серебряного достоинства, выигранную в одиночной полукилометровой программе. Будучи одним из лидеров гребной команды Швеции, благополучно прошёл квалификацию на Олимпийские игры 2008 года в Пекине — в одиночках на пятистах метрах занял в финале седьмое место, тогда как в двойках на тысяче метрах с Маркусом Оскарссоном был дисквалифицирован уже в предварительном раунде за то что вывел лодку за пределы своей дорожки.
После пекинской Олимпиады Андерс Густафссон остался в основном составе шведской национальной сборной и продолжил принимать участие в крупнейших международных регатах. Так, в 2009 году он выступил на европейском первенстве в немецком Бранденбурге, где в одиночках стал чемпионом полукилометрового зачёта и серебряным призёром километрового. Также в этом сезоне получил две серебряные награды на мировом первенстве в канадском Дартмуте, тоже среди одиночек на пятистах и тысяче метрах. В следующем сезоне в одиночках на пятистах метрах взял серебро на чемпионате Европы в испанской Корвере и одержал победу на чемпионате мира в польской Познани. Ещё через год в той же дисциплине вновь был серебряным призёром на первенстве континента, прошедшем на сей раз в Белграде, того же результата добился и в зачёте мирового первенства в венгерском Сегеде, но уже в одиночках на тысяче метрах.
В 2012 году завоевал золотую медаль на чемпионате Европы в хорватском Загребе, в программе одиночных байдарок на дистанции 500 метров. Позже отправился представлять страну на Олимпийских играх в Лондоне — в одиночной километровой дисциплине на сей раз финишировал в финале пятым, немного не дотянув до призовых позиций. Вскоре по окончании этих соревнований принял решение завершить карьеру профессионального спортсмена, уступив место в сборной молодым шведским гребцам.